# Катерли, Нина Семёновна
Ни́на Семёновна Кате́рли (по мужу Эфрос; 30 июня 1934, Ленинград — 20 ноября 2023, Санкт-Петербург) — российская  писательница, публицист, правозащитница, автор 15 книг прозы и публицистики.

## Биография
Родилась 30 июня 1934 года в Ленинграде в семье литераторов. Мать — Елена Иосифовна Катерли (настоящая фамилия Кондакова, 1902—1958), прозаик и журналист. Отец — Соломон Шмулевич (Семён Самойлович) Фарфель (псевдоним «Ф. Самойлов», 1907—1985), писатель-документалист, участник Великой Отечественной войны, подполковник, военный корреспондент газеты «На страже Родины» Ленинградского фронта, кавалер ордена Красной Звезды. Дед — Самуил Григорьевич Фарфель (1877—1927), журналист, сотрудник кадетской газеты «Речь».
В 1958 году окончила Технологический институт им. Ленсовета и до 1976 года проработала химиком-технологом в НИИ, после чего оставила инженерную профессию и полностью посвятила себя литературе.
Нина Катерли — автор 15 книг прозы и публицистики. Некоторые из ее произведений переведены на иностранные языки и вышли за рубежом: в США, Франции, Германии, Японии, Китае, Венгрии, Чехии и других странах.
Лауреат премии ПЕН-клуба СПб «За гражданскую и творческую смелость» (1996) и премии Дома книги и ПЕН-клуба СПб «Честь и свобода» в номинации «Публицистика» за книгу «Иск» (1999).
Жила в Санкт-Петербурге. Умерла 20 ноября 2023 года на 90-м году жизни. 
Похоронена на Преображенском еврейском кладбище Санкт-Петербурга рядом с мужем.

### Творчество
Первые рассказы Н. Катерли написала в начале семидесятых годов, начав с фельетонов, которые печатались в газете «Вечерний Ленинград», и рассказов о военном детстве, опубликованных в журнале «Костёр» (первая публикация — 1973 год, рассказ «Добро пожаловать»).
Одной из первых, наряду с Александром Житинским, выступила в жанре фантастического реализма. В 1976 году в журнале «Нева» были напечатаны три первых фантастических рассказа Нины Катерли: «Нагорная, десять», «Безответная любовь» и «Охо-Хо».
Первая книга, сборник рассказов «Окно», вышла в 1981 году в ленинградском издательстве «Советский писатель».
В том же году повесть Н. Катерли «Треугольник Барсукова» была опубликована в американском альманахе «Глагол». В начале 1980-х в самиздате распространялась другая ее повесть — «Червец», где в полуфантастической форме изображено абсурдное существование советского НИИ, а также затронут запретный в то время еврейский вопрос. Все это, наряду с зарубежными публикациями, привело к проблемам у автора, вплоть до «беседы» с сотрудником КГБ Павлом Кошелевым. Эта история описана в повести «Вторая жизнь», вошедшей в книгу воспоминаний «Чему свидетели мы были».
В 1990 году по мотивам фантастического рассказа Нины Катерли «Чудовище» на студии «Свердловсктелефильм» был снят одноименный короткометражный рисованный мультфильм, режиссер и художник — Е. Нитылкина.
К 1990-м годам Нина Катерли переходит к психологической прозе. В этом жанре написаны ее повести «Жара на севере», «Курзал», «Красная шляпа», «Дневник сломанной куклы», многие другие повести и рассказы.
При этом Нина Катерли не уходит от фантастического реализма и социальной сатиры. Уже в двухтысячных годах она создает серию сказок-памфлетов о «Лучшем городе» и фантастическую повесть «Сказание о Громушкиных», которые вошли в ее книгу «Волшебная лампа», вышедшую в издательстве «Геликон Плюс» в 2009 году.
В 2014 году в издательстве «Геликон Плюс» вышла книга «Земля бедованная». В новый сборник вошла проза, написанная в семидесятых-восьмидесятых годах: три повести: «Треугольник Барсукова», «Червец» и «Костылев», а также несколько рассказов. Повесть «Костылев» написанная в 1983 году, ранее не публиковалась.

### Общественная и правозащитная деятельность
Большое место в жизни Нины Катерли наряду с литературным трудом занимает правозащитная деятельность. Ею написаны и опубликованы десятки газетных статей, посвященных борьбе за права человека, нацистской угрозе в России, социальным и культурным проблемам современности.
Правозащитной деятельности Катерли посвящены ее документальные книги «Иск» и «Дело Никитина. Стратегия победы», а также сборник публицистических статей 1988—2010 годов «Делай, что должно, и будь, что будет».
Книга «Иск» посвящена двухгодичному судебному процессу по иску Александра Романенко, автора книги «О классовой сущности сионизма» (Л., 1976), которого Катерли обвинила в антисемитизме и нацизме. Поводом к иску послужила статья Катерли «Дорога к памятникам», опубликованная 9 октября 1988 года в газете «Ленинградская правда». Процесс закончился в 1990 году отказом Романенко от судебного иска.
Книга «Дело Никитина. Стратегия победы» написана в соавторстве с экологом Александром Никитиным. Судебный процесс по делу эколога А. Никитина в течение нескольких лет — с 1996 по 2001 год — привлекал пристальное внимание российской и мировой общественности. Морской офицер, обвиненный в государственной измене, в итоге был оправдан. Книга включает в себя рассказ самого Никитина и воспоминания его адвоката Юрия Марковича Шмидта.
До последних дней Нина Катерли продолжала свою общественную деятельность как член Санкт-Петербургского ПЕН-клуба и Ассоциации «Свободное слово», правозащитного объединения пишущих на русском языке литераторов, журналистов, переводчиков, редакторов, издателей из России и других стран, Правозащитного совета Санкт-Петербурга.
Её подпись стоит под многочисленными обращениями и открытыми письмами российской интеллигенции в защиту политзаключённых и против нарушений прав человека в России.

### Семья
- Муж (второй брак[12]) — Михаил Григорьевич Эфрос (1933—2000), инженер, специалист по абразивному инструменту, автор десятков изобретений, запатентованных в СССР, в России и за рубежом.
  - Дочь — Елена Михайловна Эфрос (род. 1959), филолог, журналист, правозащитник, переводчик.
    - Внучки (род. 1985) — Евгения Борисовна Беркович, театральный режиссер и драматург; Мария Беркович — сурдопедагог и писатель.

  - Сын — Александр Михайлович Эфрос (род. 1954), предприниматель.

## Книги
- Н. Катерли. Окно, сборник рассказов. — Ленинград: Советский писатель, 1981.
- Н. Катерли. Цветные открытки, рассказы и повести. — Ленинград: Советский писатель, 1986.
- Н. Катерли. Курзал, рассказы и повести. — Ленинград: Советский писатель, 1990.
- Н. Катерли. Сенная площадь, рассказы и повести. — Санкт-Петербург: Позисофт, 1992.
- Н. Катерли. Иск, документальная повесть. — Самара: Самарский издательский дом, 1998.
- Н. Катерли. Тот свет, повести. — Санкт-Петербург: Нева, Олма-Пресс, 2000.
- Н. Катерли. Красная шляпа,повести. — Москва: АСТ, 2001.
- Н. Катерли. Рукою мастера, сборник рассказов. — Санкт-Петербург: журнал "Звезда", 2001.
- Н. Катерли, А. Никитин. Дело Никитина. — Санкт-Петербург: журнал "Звезда", 2001.
- Н. Катерли. Дневник сломанной куклы. — Санкт-Петербург: Азбука, 2003.
- Н. Катерли. Дневник сломанной куклы. — Москва: АСТ, 2006.
- Н. Катерли, Л. Миклашевская. Чему свидетели мы были. Женские судьбы. XX век. — Санкт-Петербург: журнал "Звезда", 2007.
- Н. Катерли. Волшебная лампа, сборник рассказов. — Санкт-Петербург: Геликон Плюс, 2009.
- Н. Катерли. Делай, что должно, и будь, что будет, сборник статей. — Санкт-Петербург: Нестор-История, 2010.
- Н. Катерли. Земля бедованная, рассказы и повести. — Санкт-Петербург: Геликон Плюс, 2014.

## Мультипликация
- Чудовище (мультфильм)